# 9th Queen’s Royal Lancers
Die 9th Queen’s Royal Lancers, vormals 9th Regiment of Dragoons, waren ein Kavallerieregiment der britischen Armee, das von 1715 bis 1960 bestand.

## Geschichte

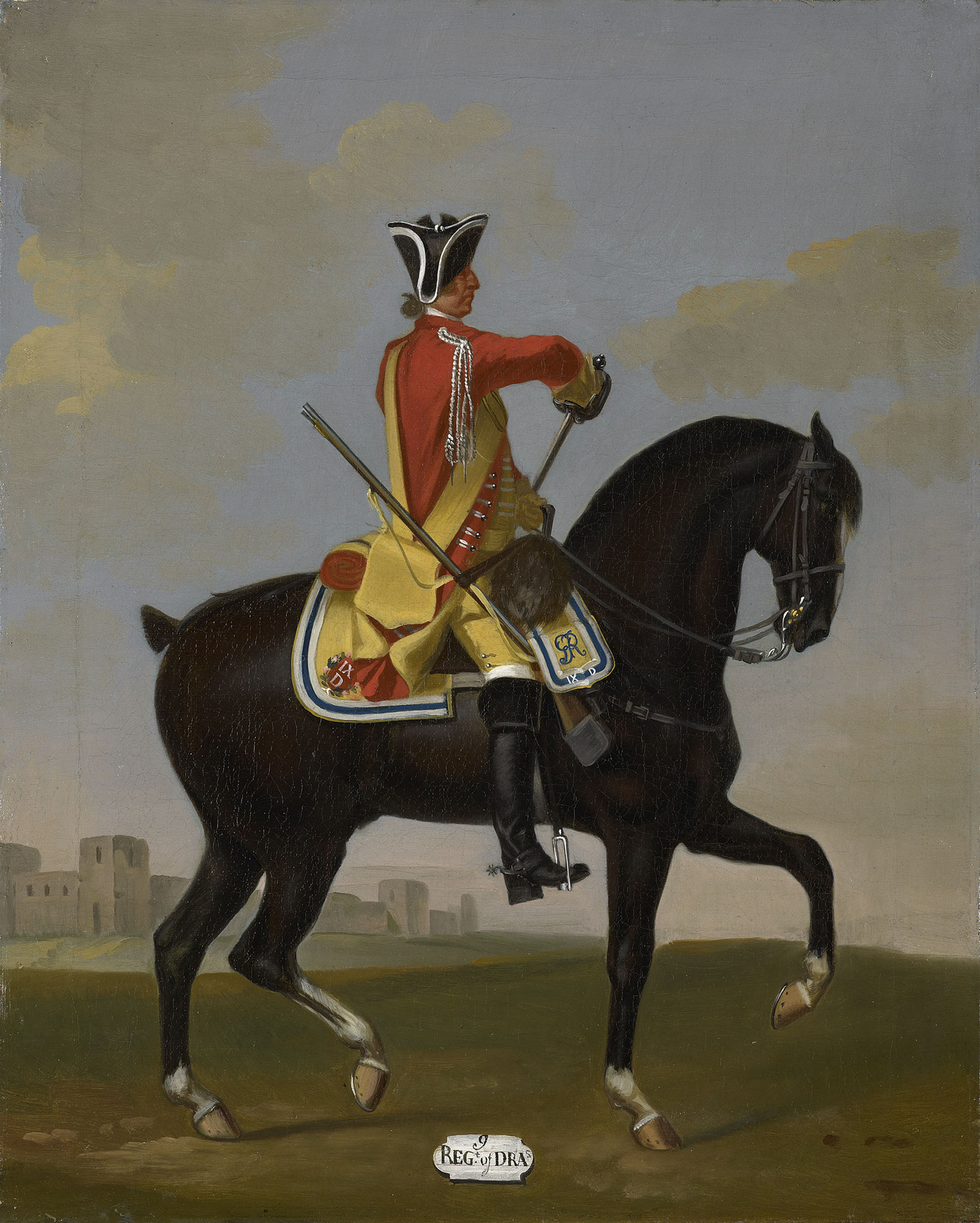
Soldat der 9th Dragoons, 1751

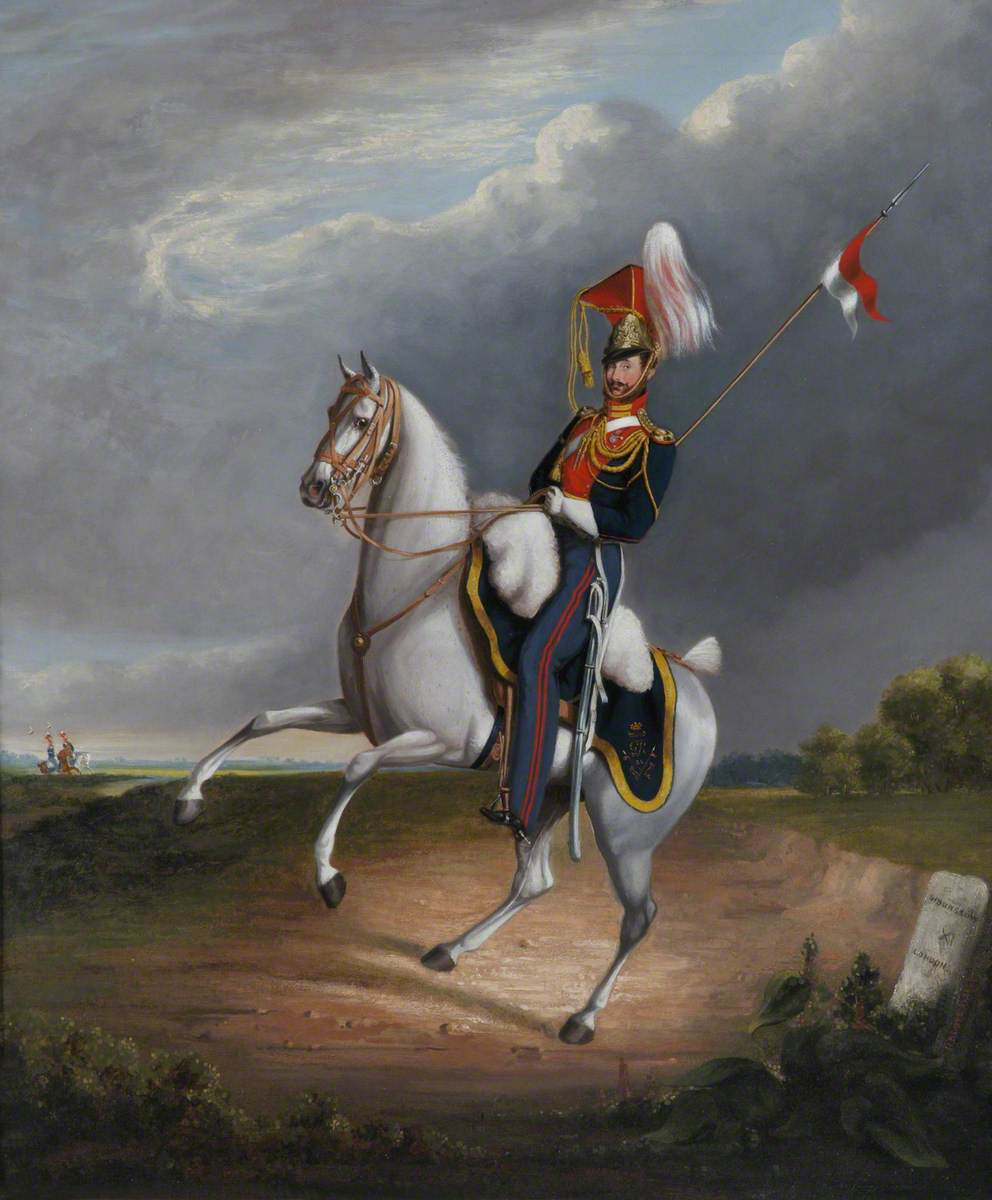
Soldat der 9th Lancers, 1827

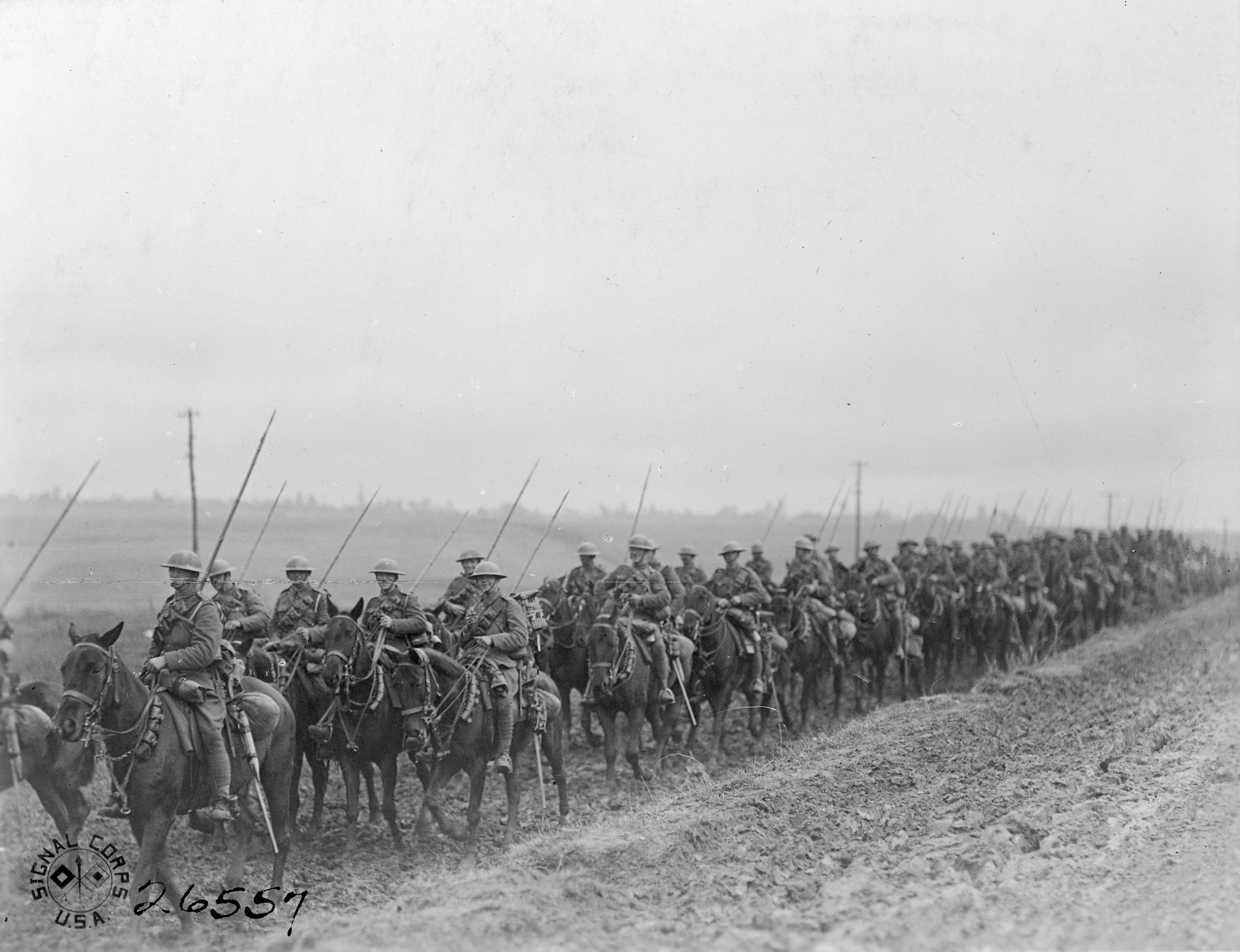
Soldaten der 9th Lancers bei Prémont, Frankreich, 1914

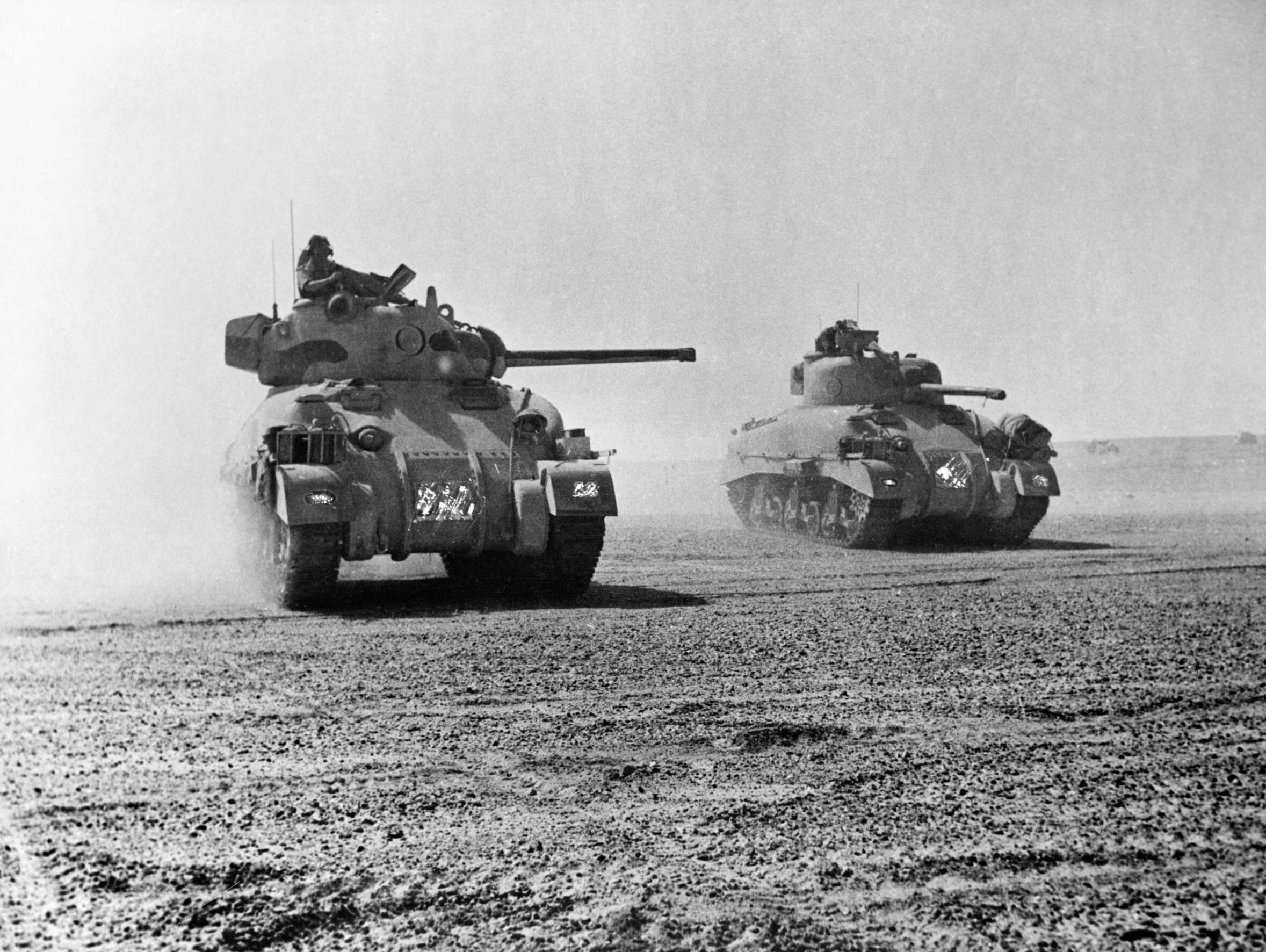
Sherman-Panzer der 9th Lancers bei El-Alamain, 1942

Das Regiment wurde am 22. Juli 1715 anlässlich des Jakobitenaufstands als Dragonerregiment in Bedford aufgestellt. Es kämpfte insbesondere in der Schlacht von Preston und verbrachte ab 1717 den Rest des 18. Jahrhunderts als Garnison in Irland.
Es wurde bis 1751 nach seinem jeweiligen Colonel benannt und hieß entsprechend zunächst Wynne’s Regiment of Dragoons, ab 1719 Crofts’s Regiment of Dragoons, ab 1732 Lord Molesworth’s Regiment of Dragoons etc. Als am 1. Juli 1751 eine einheitliche Nummerierung der britischen Regimenter eingeführt wurde, wurde das Regiment nach seinem protokollarischen Rang als 9th Regiment of Dragoons umbenannt. 1783 wurde die Rolle des Regiments zu leichten Dragonern geändert und der Regimentsname zu 9th Regiment of (Light) Dragoons erweitert. 1798 kämpfte das Regiment bei der Niederschlagung der Irischen Rebellion, insbesondere in den Schlachten bei Carlow und Vinegar Hill.
1806/07 beteiligte sich das Regiment an einem erfolglosen Versuch, die spanischen Kolonien Buenos Aires und Montevideo in Südamerika einzunehmen. Es kehrte 1807 in die Heimat zurück und nahm 1809 am Walcheren-Feldzug in Holland teil. Von 1811 bis 1813 wurde es im Krieg auf der Iberischen Halbinsel und in den folgenden drei Jahrzehnten als Garnison in Großbritannien eingesetzt. Am 5. Oktober 1816 wurde die Rolle des Regiments zu Ulanen geändert und der Regimentsname zu 9th Regiment of (Light) Dragoons (Lancers) erweitert. Im Rahmen der Thronbesteigung von König Wilhelm IV. wurde das Regiment zu Ehren von dessen Gattin, Königin Adelaide, zu 9th (or Queen’s Royal) Lancers geändert.
1841 wurde das Regiment erstmals nach Britisch-Indien entsandt, wo es auf dem Gwalior-Feldzug (1843), sowie im Ersten (1845–1846) und Zweiten Sikh-Krieg (1848–1849) kämpfte. Während des Indischen Aufstands (1857–1859) gewann es zwölf Victoria-Kreuze und erhielt unter Bezugnahme auf seine Verdienst bei der Eroberung Delhis den Spitznamen „Delhi-Spearmen“. Der Regimentsname wurde am 17. August 1861 zu 9th (Queen’s Royal) Lancer geändert. Das Regiment kämpfte im Zweiten Anglo-Afghanischen Krieg (1878–1880) und war in den folgenden zwei Jahrzehnte als Garnison in Indien, England und Irland stationiert, bevor es im Zweiten Burenkrieg (1899–1902) eingesetzt wurde.
Während des gesamten Ersten Weltkriegs wurde das Regiment an der Westfront eingesetzt, teils beritten, teils auch abgesessen. Nach einem Einsatz im Irischen Unabhängigkeitskrieg (1919–1921) war es, am 1. Januar 1921 zu 9th Queen’s Royal Lancers umbenannt, zeitweise in Ägypten, Palästina und Indien stationiert, bis es 1931 nach Großbritannien zurückkehrte.
1936 wurde das Regiment mechanisiert und im April 1939 dem Royal Armoured Corps zugeordnet. Im Zweiten Weltkrieg deckte das Regiment 1940 den Rückzug nach Dünkirchen, bevor es ab 1941 in Nordafrika kämpfte. Mitte 1944 verlegte es nach Italien, wo es als Infanterie und gepanzerte Aufklärer kämpfte. Es half 1944 beim Durchbruch der Gotenstellung und führte 1945 den Durchbruch am Po an.
In der Nachkriegszeit war das Regiment in Großbritannien und als Teil der Britischen Rheinarmee in Westdeutschland stationiert. Am 11. September 1960 wurde das Regiment den 12th Royal Lancers (Prince of Wales’s) zu den 9th/12th Royal Lancers (Prince of Wales’s) verschmolzen. Diese wurden 2015 mit den Queen’s Royal Lancers zu den Royal Lancers (Queen Elizabeths’ Own) verschmolzen. Die Royal Lancers führen die Tradition der 9th Lancers bis heute weiter.

## Colonels
Colonel-in-Chief des Regiments war:
- 1953–1960: Queen Elizabeth The Queen Mother

Colonel of the Regiment waren:
- 1715–1719: Lt-Gen. Owen Wynne
- 1719–1732: Maj-Gen. James Crofts
- 1732–1737: F.M. Richard Molesworth, 3. Viscount Molesworth
- 1737–1742: Lt-Gen. John Cope
- 1742–1743: Lt-Gen. John Brown
- 1743–1749: Maj-Gen. Henry de Grangues
- 1749–1756: Lt-Gen. George Reade
- 1756: Col. James Jorden
- 1756–1759: Gen. Philip Honywood
- 1759–1771: Lt-Gen. Henry Whitley
- 1771–1773: Gen. James Johnston
- 1773–1837: Gen. Flower Mocher
- 1801–1837: Gen. James St. Clair-Erskine, 2. Earl of Rosslyn
- 1837–1839: Lt-Gen. Samuel Need
- 1839–1865: Gen. Sir James Wallace Sleigh
- 1865–1875: Gen. Sir James Hope Grant
- 1875–1891: Gen. Sir Archibald Little
- 1891–1900: Lt-Gen. Sir William Drysdale
- 1900–1930: Maj-Gen. Sir Henry Augustus Bushman
- 1930–1936: Gen. Sir David Graham Muschet Campbell
- 1936–1940: Brig-Gen. Desmond John Edward Beale-Brown
- 1940–1950: Maj-Gen. Charles Wake Norman
- 1950–1960: Brig. Sir Christopher Peto, 3. Baronet

## Battle Honours
Dem Regiment wurden folgende Battle Honours verliehen (englische Originalbezeichnungen):
- Vor 1914: Peninsula, Punniar, Sobraon, Chillianwallah, Gujrat, Punjaub, Delhi 1857, Lucknow, Charasiah, Kabul 1879, Kandahar 1880, Afghanistan 1878–80, Modder River, Relief of Kimberley, Paardeberg, South Africa 1899–1902.
- Erster Weltkrieg: Mons, Retreat from Mons, Marne 1914, Aisne 1914, La Bassée 1914, Messines 1914, Armentières 1914, Ypres 1914 ’15, Gravenstafel, St. Julien, Frezenberg, Bellewaarde, Somme 1916 ’18, Pozières, Flers-Courcelette, Arras 1917, Scarpe 1917, Cambrai 1917 ’18, St. Quentin, Rosières, Avre, Amiens, Albert 1918, Hindenburg Line, Pursuit to Mons, France and Flanders 1914–18.
- Zweiter Weltkrieg: Somme 1940, Withdrawal to Seine, North-West Europe 1940, Saunnu, Gazala, Bir el Aslagh, Sidi Rezegh 1942, Defence of Alamein Line, Ruweisat, Ruweisat Ridge, El Alamein, Tebaga Gap, El Hamma, El Kourzia, Tunis, Creteville Pass, North Africa 1942–43, Coriano, Capture of Forli, Lamone Crossing, Pideura, Defence of Lamone Bridgehead, Argenta Gap, Italy 1944–45.